# The Sacrificers
The Sacrificers è una serie a fumetti fantasy composta da 11 numeri principali creata da Rick Remender, disegnata da Max Fiumara e Andrè Lima Araùjo e colorata da Dave McCaig. La serie è stata pubblicata il 2 agosto 2023 da Image Comics negli USA. In Italia è stata distribuita dalla Panini Comics in 2 volumi usciti il primo uscito il 3 settembre 2024 (contenente i primi 6 numeri) e il secondo in uscita il 15 maggio 2025 (che contiene i numeri dal 7 all'11). Una terza parte è uscita a novembre 2024 negli Stati Uniti d'America con il titolo Not Light Beyond composto da 4 numeri.

## Trama
In un mondo alternativo abitato anche da animali antropomorfi e da personaggi elementali, il futuro è un paradiso armonioso dove tutto è in equilibrio grazie a cinque famiglie che governano mantenendo l'equilibrio chiedendo periodicamente agli abitanti il sacrificio di un bambino per famiglia. Alla scadenza del conto, Piccione, un figlio emarginato dalla sua famiglia visto il suo destino per cercare di non alimentare la sofferenza a cui si andrà incontro, incontra tra gli altri sacrificanti una figlia benestante, discendente di una delle famiglie, volenterosa di distruggere l’utopia in cui vivono. Si uniranno per scoprire un'amara verità segreta cercando di farla emergere tra il popolo.
In seguito riusciranno a distruggere parte del sistema e il solo sopravvissuto Piccione cerca vendetta contro i potenti che per anni hanno abusato della loro posizione. Intanto Soluna, giovane viziata cresciuta nel mondo dei potenti, perde ogni privilegio e deve affrontare quella vita che ha sempre guardato dall'alto in basso.

## Produzione
Gli autori in questa graphic novel riprendono dei temi molto persistenti nella nostra vita reale come l'emarginazione o la brama di potere a discapito di molti. Il tutto coordinato da personaggi che mantengono salde le loro convinzioni e si muovono nella trama dell'opera tenendo fede al proprio essere.